# Ханья (аеропорт)
Міжнародний аеропорт Ханьї «Іоанніс Даскалоянніс» (грец. Αερολιμένας Χανίων «Ιωάννης Δασκαλογιάννης», (IATA: CHQ, ICAO: LGSA)) — аеропорт у грецькому місті Ханья, на острові Крит, на березі бухти Суда на півострові Акротирі. Було найменовано на честь Іоанніса Даскалоянніса — критського повстанця доби грецької національно-визвольної боротьби проти османського панування початку 19 століття. На середину 2010-х є спільного базування.

## Інфраструктура
Аеропорт Ханья обслуговує один двоповерховий пасажирський термінал. У будівлі працюють кабінет першої допомоги, поліція, зал офіційних делегацій, бари, ятка сувенірів і Duty Free.
Загальна кількість стоянок для літаків - 10. Для зльоту і посадки повітряний судів використовується асфальтова злітно-посадкова смуга номер 11/29 довжиною 3,347 метрів. Категорія аеродрому по пожежної безпеки - 8 (VIII).
Акротирі 

## Авіалінії та напрямки
| Авіакомпанія                     | Пункт призначення |
| -------------------------------- | --- |
| Aegean Airlines                  | Афіни, Салоніки Сезонний чартер: Алта (з 4 травня 2019), Бурленге (з 1 вересня 2019), Берген, Бухарест (з 26 квітня 2019), Клуж-Напока (з 5 червня 2019), Єнчепінг (з 30 травня 2019), Гельсінкі (з 27 вересня 2019), Куопіо (з 27 квітня 2019), Лулео, Мальме, Умео, Вісбі, Крістіансанн, Крістіансунн, Берген, Оденсе, Осло-Гардермуен (з 23 червня 2019), Познань (з 5 червня 2019), Кальмар (з 2 травня 2019), Вааса (з 14 квітня 2019), Йювяскюля, Естерсунд, Тель-Авів-Бен-Гуріон, Сундсвалль (з 5 травня 2019), Шеллефтео (з 10 травня 2019), Стокгольм-Арланда (з 13 квітня 2019), Тронгейм, Карлстад (з 21 квітня 2019) |
| airBaltic                        | Сезонний чартер: Гельсінкі |
| Austrian Airlines                | Сезонний: Грац, Лінц, Відень |
| Aviolet                          | Сезонний чартер: Белград |
| Blue Air                         | Сезонний чартер: Бухарест |
| British Airways                  | Сезонний: Лондон-Хітроу |
| Brussels Airlines                | Сезонний: Брюссель |
| Condor                           | Сезонний: Дюссельдорф, Франкфурт, Мюнхен, Штутгарт |
| Corendon Airlines Europe         | Сезонний: Біллунн (з 21 червня 2019), Копенгаген (з 29 червня 2019), Гельсінкі, Куопіо, Оулу (з 19 квітня 2019), Рига (з 19 травня 2019), Савонлінна (з 19 жовтня 2019), Стокгольм-Арланда (з 16 червня 2019) |
| Danish Air Transport             | Сезонний чартер: Копенгаген, Орхус (з 5 травня 2019), Ольборг, Каруп, Біллунн |
| easyJet                          | Сезонний: Лондон-Гатвік, Ліон, Ніцца |
| Ellinair                         | Сезонний: Афіни (з 27 травня 2019), Москва-Шереметьєво, Салоніки |
| Edelweiss Air                    | Сезонний: Цюрих |
| Enter Air                        | Сезонний чартер: Варшава-Шопен, Гданськ, Познань, Вроцлав, Катовіце, Краків |
| Eurowings                        | Сезонний: Дюссельдорф, Мюнхен, Штутгарт, Ганновер |
| Finnair                          | Сезонний: Гельсінкі Сезонний чартер: Таллінн (з 25 червня 2019) |
| Jet2.com                         | Сезонний: Бірмінгем (з 7 травня 2019), Лідс/Бредфорд (з 5 травня 2019), Лондон-Станстед (з 3 травня 2019), Манчестер (з 7 травня 2019) |
| Jet Time                         | Сезонний чартер: Ольборг, Біллунн, Копенгаген, Кальмар, Норрчепінг, Еребру, Векше |
| Lauda                            | Сезонний: Відень |
| Luxair                           | Сезонний: Люксембург |
| Neos                             | Сезонний: Мілан-Мальпенса (з 12 червня 2019) |
| Norwegian Air Shuttle            | Сезонний:Берген, Копенгаген, Гетеборг, Гельсінкі, Лондон-Гатвік, Осло-Гардермуен Сезонний чартер: Біллунн (з 5 травня 2019), Буде, Ставангер, Стокгольм-Арланда, Тромсе, Тронгейм, Вісбю, Гаугесунн, Оулу |
| Novair                           | Сезонний чартер: Осло-Гардермуен, Стокгольм-Арланда, Тронгейм, Осло-Торп |
| Ryanair                          | Пафос, Салоніки Сезонний: Мілан-Бергамо, Біллунн, Бірмінгем, Бремен, Бристоль, Брюссель-Шарлеруа, Бухарест, Дублін, Східний Мідландс, Ейндговен, Франкфурт, Франкфурт–Хан, Краків, Лідс-Брадфорд, Лондон-Станстед, Манчестер, Меммінген, Неаполь (з 1 липня 2019), Піза, Рим-Ф'юмічіно, Софія, Вільнюс, Варшава-Модлін, Веце, Вроцлав |
| Ryanair Sun                      | Сезонний чартер: Варшава-Шопен, Познань, Вроцлав, Катовіце |
| Scandinavian Airlines            | Сезонний: Копенгаген, Осло-Гардермуен, Стокгольм-Арланда Сезонний чартер: Ольборг, Берген, Буде, Гаугесун, Крістіансанн, Лулео, Гетеборг, Ставангер, Тромсе, Тронгейм, Умео, Олесунн, Молде, Біллунн, Гарстад |
| Sky Express                      | Афіни |
| SmartLynx Airlines               | Сезонний чартер: Таллінн, Рига |
| Smartwings                       | Сезонний: Прага |
| Smartwings Hungary               | Сезонний чартер: Будапешт |
| Smartwings Poland                | Сезонний: Гданськ, Катовіце, Краків (з 9 червня 2019), Познань, Варшава-Шопен, Вроцлав |
| TAROM                            | Seasonal charter: Бухарест (з 30 травня 2019), Клуж-Напока (з 6 червня 2019) |
| Thomas Cook Airlines Scandinavia | Сезонний чартер: Берген, Біллунн, Борнгольм, Копенгаген, Гетеборг, Гельсінкі, Кальмар, Мальме, Осло-Гардермуен, Оулу (з 25 квітня 2019), Тампере, Тронгейм, Ставангер, Осло-Торп, Стокгольм-Арланда |
| Transavia                        | Сезонний: Амстердам |
| Transavia France                 | Сезонний: Париж-Орлі |
| TUI Airways                      | Сезонний: Бірмінгем, Бристоль, Лондон-Гатвік, Манчестер Сезонний чартер: Гетеборг |
| TUIfly                           | Сезонний: Дюссельдорф, Ганновер, Штутгарт |
| TUIfly Belgium                   | Сезонний: Брюссель, Остенде-Брюгге |
| TUI fly Netherlands              | Сезонний: Амстердам |
| TUIfly Nordic                    | Сезонний чартер: Біллунн, Копенгаген, Гельсінкі, Мальме, Осло-Гардермуен, Стокгольм-Арланда |